# Fortín de la Torreta
El Fortín de la Torreta es una pequeña fortificación del siglo  XIX, actualmente en estado ruinoso, del municipio de Balsareny (Bages) provincia de Barcelona, declarado Bien Cultural de Interés Nacional.

## Descripción
Es una construcción de carácter militar de época carlista situada en la falda de la colina del castillo de Balsareny.
Es de planta rectangular, con dos torres de planta circular a los ángulos, diagonalmente opuestas. Dispone de veintidós una aspilleras. A pesar de su estado ruinoso, hay todavía restos de su envigado. Una pequeña puerta rectangular, de madera, que se podía cerrar desde el interior, era el único acceso al edificio.

## Historia
Durante la primera guerra carlista el pueblo de Balsareny fue disputado varias veces por los carlistas y los liberales. El castillo de Balsareny fue transformado en fortín y en 1838 se construyeron dos nuevas fortificaciones: una sobre el serrat de Maurici (Fortín de San Mauricio) y la conocida con el nombre del fortín de la Torreta. De esta manera, el camino real a Berga quedaba absolutamente controlado.
En Navidad del 1838 el pueblo fue asediado por los carlistas comandados por Carlos de España. Tres días después las fuerzas del general Carbón les echó.